# グランメゾン東京
『グランメゾン★東京』（グランメゾンとうきょう）は、TBS系「日曜劇場」枠で2019年10月20日から12月29日まで放送されたテレビドラマ。主演は木村拓哉。番組公式サイトにおけるキャッチコピーは「自分だけの星を掴め。」。
2019年8月30日、パリの有名三つ星レストラン「ランブロワジー」でクランクインした。同店でドラマ撮影が行われるのは世界初。
木村のTBS、同枠での主演は2017年1月期の『A LIFE〜愛しき人〜』（このドラマには相沢瓶人役の及川光博も出演している）以来2年ぶり、ヒロインの鈴木京香とは、こちらも同枠で2007年1月期の『華麗なる一族』以来12年ぶりの共演になる。
パリを舞台とする映画版が、2024年12月30日に公開された。
また、映画公開前日の同年12月29日に映画の前日譚を描いたスペシャルドラマが放送された。
2025年2月、トルコの制作会社「DASS Yaipm」及び韓国の制作会社「フィルムモンスター」との間で番組フォーマット販売で合意。この2か国において現地リメイク版が制作される事を発表した。

## あらすじ
プロローグ
『ミシュラン』にて最高峰の三つ星を獲得した、フランスのパリにある一流レストラン「ランブロワジー」で修業を積んだ日本人シェフの尾花夏樹は、同じ店で修業を積んだ京野陸太郎と共に独立し、パリに自分のレストラン「エスコフィユ」をオープン。ミシュランから二つ星を獲得するまでに活躍する。
ところが、2015年の日仏首脳会談の昼食会で提供した料理にアレルギー食材（ナッツ）が混入し、またこれについて追及する仏政府関係者を殴ったために尾花は逮捕。評判を落とした店は倒産し、名声と信用などすべてを失ってしまう。
序盤
それから3年後の2018年。パリの片隅で借金取りに追われるまでに落ちぶれていた尾花は、かつて修業を積んでいたランブロワジーの面接に落ちた早見倫子と共に、自分たちの新しいレストラン「グランメゾン東京」を開店させ、三つ星獲得を目指して動き出すのであった。
当初は、エスコフィユ同様の「高級食材を多用するスタイル」でいこうとした尾花だったが、元同僚・相沢瓶人の「日本人の味覚に合う味」が好評だったことなどから、国産食材を主体とした「素材の組み合わせと見えない手間で勝負をする」スタイルへ方向転換し、銀行からの5000万円の融資を獲得してプレオープンに漕ぎ着ける。
中盤
プレオープンは上首尾に幕を閉じた。ところが、招待客の一人のリンダ・真知子・リシャールの記事の影響によって、予約が全てキャンセルされる事態に発展する。
客足が遠のく窮地の中、尾花はフードフェスへの参加を提案し、口コミにより行列が出来るほどの成果を収めたものの、フェス主催者と知り合いである「gaku」のオーナー江藤不三男の告発により販売中止に追い込まれてしまう。
こうした風評被害に遭いながらも、提供する料理とサービスは高く評価されて常連客もつくようになり、ミシュランの前哨戦となるトップレストラン50では10位にランクインする。しかし、競合店である丹後学がシェフを務めるgakuは、グランメゾン東京を上回る8位に選ばれる。
終盤
そんな中で、3年前のナッツ混入事件の犯人が、エスコフィユで見習いをしていた平古祥平の調理ミスであったことが判明する。すべてを告白し、責任をとって料理人を辞めようとする祥平を、グランメゾン東京はスタッフとして受け入れる決断をする。
ミシュランの審査が迫る中、三つ星獲得にこだわる尾花は、フランス料理では難しいとされる「マグロ」を使った料理に挑む。だが倫子はオーナーシェフとして、尾花のマグロ料理ではなく自らの「ハタのロティ」を選択する。その結果、ミシュランの発表会で「三つ星」を獲得するのであった。
エピローグ
その後、相沢は妻子のいるフランスに旅立った。グランメゾン東京は『世界一のレストラン』を目指して再スタートする。

## 登場人物

### グランメゾン東京
尾花と倫子が東京の目黒の一角で開店したフレンチレストラン。後に、芹田、京野、相沢、萌絵、栞奈、祥平が一員に加わる。
最終話終盤で三つ星を獲得し、皆がそれぞれの道に歩み出していった。

尾花夏樹（おばな なつき）〈47〉
演 - 木村拓哉
「エスコフィユ」シェフ→「グランメゾン東京」スーシェフ→「メイユール京都」スーシェフ。
本作の主人公。スーシェフ。自分の腕と舌とセンスに絶対的な自信を持ち、料理のためならどんな犠牲もいとわない型破りな男。料理に関しては自他ともに厳しく妥協を許さない性格と多くを語らずぶっきらぼうな言動によって対人関係はかなり悪いが、言葉ではなく料理で人を説得する力を持っている。何事にも負けず嫌い。
パリ時代は三つ星レストラン「ランブロワジー」でシェフとして修業を積んでから独立して開業した「エスコフィユ」というレストランで二つ星を獲得し、シェフとして絶大な人気を博していた。パリに自分の店を構える日本人シェフとして初の三つ星を獲れると期待されていたが、ナッツ混入事件によって「日本人シェフの恥」として尾花の名は地に落ち、それからの尾花は堕落していた人生を送っていた。事件から3年後（2018年）のある日、パリで早見倫子と出会ったことで、彼の料理人としての思いにもう1度炎が灯る。彼女に三つ星を獲らせるべく「グランメゾン東京」をオープンすることを決意する。
日本に住む家が無かったため、しばらくの間倫子の自宅に居候し、最終的には彼女の自宅のガレージに落ち着くこととなったが、第8話終盤から京野のいるアパートに住みこむことになる（しかし、第10話で全てを捨てた祥平まで住むことになり、じゃんけんで負けたことで結局舞い戻っている）。
ナッツ混入事件は祥平が原因であると見抜いていたが、二つ星止まりで落胆していた時に彼が作った賄い料理のアッシパルマンティエを食べて「もう一度頑張ろう」と救われたことを告白する。
最終話ではマグロ料理にこだわっており、メニュー開発に専念するため祥平をスーシェフに昇格させ、ミシュランの三ツ星調査員に食べてもらう料理を完成させた。しかし、調理直前に自分のハタ料理に絶対的な自信を持った倫子からメニューを変えると言われ「自分の料理が無い状態で三ツ星を取っても意味ない」と店を辞める。だがこれは、倫子自身に三ツ星レストランのオーナーシェフに必要なものを身に付けさせるために取った行動で、京野と相沢は最初から気づいており、祥平は彼から語られている。
それと同時期にナッツ混入事件の犯人が尾花ではないと公になったことで、全てを水に流した「ランブロワジー」の師匠から、オリンピック開催記念で東京に開店予定の姉妹店の料理長にスカウトされていたが断り、逆に世界一周旅行に出た日本の師匠・潮が経営する店、浪漫亭の「店番」を引き受けている。
早見倫子（はやみ りんこ）〈49〉
演 - 鈴木京香
本作のヒロイン。オーナーシェフ。食べるとその料理の素材と調理工程がわかる絶対味覚の持ち主。
闘病中だった母親に尾花の記事を紹介され、「エスコフィユ」でその料理を食べて衝撃を受ける。
フランスの三つ星レストランで面接を受けているときに、尾花と出会い、ともに「グランメゾン東京」をオープンした。
自宅は母親が愛人からもらったもの。なお「店を広く使いたいから」という理由で自宅はレストラン事務所にも使用されている。
オーナーシェフと年功序列から立場は1番上だが、尾花からは「おばさん」、「倫子」と呼ばれている。
平古祥平（ひらこ しょうへい）〈29〉
演 - 玉森裕太（Kis-My-Ft2）
ブッフェレストラン料理長→「gaku」スーシェフ→「グランメゾン東京」ゴーストシェフ→「グランメゾン東京」スーシェフ。
実家は餃子の工場を営んでいる。
フランスにいた頃は、3年半もの間「エスコフィユ」で尾花の見習い（コミ）として働いていた。その当時は仕事が手早いことから「彼がいると厨房の安定度が上がる」と評されていた。店で提供されない部分の野菜等を使った賄い料理は、「ケチケチ料理」と評されるようになる。
日本ではブッフェレストランにて最年少の料理長に就任。久しぶりに尾花と再会し、「グランメゾン東京」に来るように誘われるが、彼から褒められたことが一度もなかったことや3年前のナッツ混入事件で、彼に不信感を持っている。しかし、美優の父・西堂に融資の口利きをお願いしたり、レストランの名前を貸して良質のジビエを提供させたりして、「グランメゾン東京」のオープンに向けて秘かに協力した。
「グランメゾン東京」のプレオープンに招待され、魚料理の提供が遅いと感じたときに京野から事情を聞いて、急遽ウニの下処理を手伝って窮地を救う。
3年前のナッツ混入事件は、自分の調理中の不手際によるものと尾花に告白する。
ホテルのブッフェレストランの料理長を辞めようとしている際は、尾花に強引に「グランメゾン東京」が参加するフードフェスの手伝いをさせられる。ホテルのブッフェレストランの料理長を辞めたあとは実家に戻ろうとしたが、尾花に「フレンチ辞めんじゃねーぞ!」と言われて心を入れ替える。ホテルのブッフェレストランの料理長を辞め、店を出た時に丹後がやって来て、彼に「gaku」で働くことを伝える。しばらくの間は、スーシェフとして「gaku」をトップレストラン50の8位にランクインさせて貢献したが、リンダにナッツ混入事件の真相を知られてからこれ以上店に迷惑をかけたくない思いで店を辞めた。その後、尾花に「グランメゾン東京」に来るように催促される。
リンダの手によってナッツ混入事件の犯人が祥平であることを公にされる。それを予期した尾花によって相沢らに謝罪するよう説得され「グランメゾン東京」に行くが、そこで新メニューの開発に関わるように言われる。
芹田公一（せりた こういち）
演 - 寛一郎
「グランメゾン東京」仕込み→「グランメゾン東京」部門シェフ。
「グランメゾン東京」の従業員募集を見てすぐに応募。彼の情熱さを尾花が見抜いて即採用されるが、シェフとしての腕前はまだまだで、フランス料理に関する知識も薄い。得意料理はオム焼きそばであり、かつては居酒屋で半年間働いていた。
なかなか料理を任せられない葛藤から、江藤に内部情報を流すように依頼されお金を受け取る。お金を受け取ったことに戸惑いはあったが、賄い料理を酷評されたり、自身が勝手に行なった鰆のさばきを尾花に激怒されたりして、一時は「グランメゾン東京」を辞め、今までまとめた勉強ノートを江藤に差し出す。京野の誘いを受けて「グランメゾン東京」に客として来店し、各料理の味に感動するものの魚料理だけは味を疑問視する。その魚料理が自身がさばいたもので、食材としての扱い方を間違えていたから味が悪くなったと尾花に聞かされ、今まで行なってきたスパイ行為を謝罪し、再度雇ってもらうようにお願いし復帰する。今までの努力を尾花に認めてもらい、仕込みを任されるまでになる。その後、江藤から受け取ったスパイ行為のお金を返却する。
上記の通り、フランス料理の知識は薄いが「（グランメゾン東京の）立ち上げメンバー」と常に自称しており、同世代の萌絵には先輩面をしていたが、最終回エピローグで岩城と金井に本当の先輩としてきちんと指導している。
スペシャルでは部門シェフを任されている。
松井萌絵（まつい もえ）
演 - 吉谷彩子
ブッフェレストランパティシエ→「グランメゾン東京」パティシエ。
自身で作ったデザートは、すぐにSNSにアップする。「センスのある世界一のパティシエ」と豪語する自信家。カラーコーディネーター検定1級取得。
幼稚園の頃からケーキ屋になることが夢だったが、パティシエの専門学校ではなく、デザートの美しさを極めるために美術大学に進学する。大学を卒業してから、有名店を転々とし、数々のパティシエのコンクール賞を受賞する。
尾花たちがプレオープンメニューに出すモンブランの味で悩んでいるときに、彼から店のパティシエにスカウトされる。自身が作ったモンブランを尾花たちに試食させるが、尾花と倫子に「見た目は良いが味は悪く、うちのメニューのコンセプトに合っていない」と酷評を受けてしまい採用は取りやめとなる。その後、祥平と一緒にモンブランの研究をし、プレオープン前日に「グランメゾン東京」にやって来てモンブランを試食してもらい、尾花たちに味を認めてもらったことでプレオープンのパティシエを任せられる。プレオープンで招待客24人にモンブランを提供し、リンダに称賛される。閉店後、今までの不適切な発言と自分で作ったように言った新しいモンブランの正体が「私じゃなく平古シェフのアイディアなんです」と詫びて、「もっと勉強したい」思いで「グランメゾン東京」に雇ってもらうようにお願いし、倫子に認めてもらったことで正式に採用される。
尾花が提案したフードフェスでの店の名前を「スリースターズ」と名付ける。
岩城淳（いわき あつし）
演 - 池岡亮介（第7話から出演）
金井勝也（かない かつや）
演 - 池田航（第7話から出演）
上記2名は、新スタッフ（見習い）として加わる。
久住栞奈（くずみ かんな）〈32〉
演 - 中村アン
フードライター→「グランメゾン東京」ホールスタッフ→「グランメゾン東京」ソムリエール→「NEXマネジメント」出向。
英語、フランス語を話せる。ソムリエの資格を持っており、国産ワインにも詳しい。
フードライター当時、リンダの依頼で、3年前に尾花が起こしたナッツ混入事件の真相を探っている。
「グランメゾン東京」と「gaku」にジビエコンクールへの参加を働きかけ、両者の対決を演出した。
京野の誘いで、繁盛し始めた「グランメゾン東京」のホールスタッフを期間限定で務めることとなり、先述の語学力と資格によって「即戦力」として活躍する。
父は外交官で2015年の日仏首脳会談の昼食会に「エスコフィユ」を彼に勧め実施されたが、コンタミネーション事件後に責任を取らされ寒いところに左遷された。このためリンダからは「私よりもナッツ混入事件の犯人を憎んでいる」と指摘されており、本人も尾花らのいないところでリンダに「エスコフィユの人たちが東京でやり直すのを、私は許さない」と発言している。
ナッツ混入事件の真相を知り「グランメゾン東京」のホールスタッフを辞めようと考えたが、ソムリエとしての能力を倫子や尾花に認められたことで、ソムリエとして「グランメゾン東京」に残り続けることとなる。
スペシャルでは「グランメゾン東京」と資本提携をしている「NEXマネジメント」に出向し、倫子のマネジメントを担当する。
相沢瓶人（あいざわ かめひと）〈47〉
演 - 及川光博
WEB料理研究家→「グランメゾン東京」部門シェフ→パリ新店舗準備。
かつてパリのビストロでアルバイトをしたのがきっかけで料理の道に進み、そんな中で尾花と出会い、彼が独立して「エスコフィユ」を立ち上げるのに参加してシェフとして働いていた。
尾花が3年前に起こしたナッツ混入事件をきっかけにフランス人の妻が失踪したため、娘を連れて日本に戻り母の実家で暮らしている。
日本に戻ってから、娘のアメリーの面倒を見るため、家にいながらできるレシピサイトへの動画投稿を始め、ウェブレシピの貴公子と呼ばれて話題になるまでに人気を博すようになる。
「グランメゾン東京」をプレオープン準備までサポートしたあと、レシピサイトへの動画投稿を再開する予定だったが、定時に帰ることを条件に「グランメゾン東京」で働くことを決意する。
普段は飄々としており、仲間が作った料理をダジャレで褒めたり、尾花の突然の言及をさりげなく受け流したりしているが、祥平が自分の過失を告白した時は今まで見たことのない剣幕で詰め寄り、彼が店に入った後も「今でも許そうとは思ってないよ」とはっきりと言っている。また、家族がフランス人とハーフということで、返事や言葉にフランス語を交えたりと京野以上に紳士然としている。
妻のエリーゼには三つ星を獲得したらレストランを辞めると言い続けていた。エリーゼが来日した際、トップレストラン50で「グランメゾン東京」が「エスコフィユ」で獲得した10位を超えられなければ、彼女が娘のアメリーを引き取ることを約束される。「グランメゾン東京」が10位にランクインされたことにより、約束通りアメリーをエリーゼに引き取らせ、アメリーと別れることになる。アメリーと別れてからは、フルタイムで働くようになる。
グランメゾン東京が三つ星を獲得したのを機にエリーゼとアメリーが待つフランスへ帰る。
地上波の通常放送のみでは「グランメゾン東京」が三ツ星を取った後に店を辞めた唯一の人物。
京野陸太郎（きょうの りくたろう）〈49〉
演 - 沢村一樹
「エスコフィユ」経営者・ホール責任者→「gaku」ホール責任者→「グランメゾン東京」ホール責任者。
かつてはパリの名店「ランブロワジー」で修業を積んでいたシェフで尾花と丹後の先輩だったが、彼らが作った料理を口にして「絶対に越えられない壁」を感じ、自分のシェフとしての才能の限界を悟ってギャルソンに転向する。その後、尾花と共に独立して店「エスコフィユ」を立ち上げる際の共同経営者となった。
3年前のナッツ混入事件で「エスコフィユ」を解散したときに借金を背負うことになる。丹後に誘われ、借金を肩代わりしてもらう代わりに「gaku」のホール責任者になるが、倫子に借金を清算してもらったことで「グランメゾン東京」のホール責任者になることを決意する。
運転免許証を持っていない。
倫子に思いを寄せていて、彼女と仲良くしている尾花に嫉妬している。倫子の自宅で彼女と尾花が仲良く料理しているところを我慢しきれず、倫子に告白し尾花に一刻も早く家から出てほしいと口走ってしまう。第8話終盤から尾花と一緒に住み始める。しかし、上記の事情により第10話から祥平が同居人になる。
湯浅利久（ゆあさ りく）
演 - 窪田正孝（SP）
「エスコフィユ」→「メイユール京都」シェフ→「グランメゾン東京」。
フランス料理レストラン「メイユール京都」のシェフ。パリのエスコフィユ時代に尾花や平子らとともに働いていた。
後に「メイユール京都」は期間限定で実験的に開いた店だとして閉店し、「グランメゾン東京」に入る。

### グランメゾンパリ
リック・ユアン
演 - オク・テギョン（2PM）
韓国系カナダ人。パティシエ。
小暮佑（こぐれ たすく）
演 - 正門良規（Aぇ! group）
コミ。関西弁のムービーメーカー。

### レストラン「gaku」
東京の南青山にある高級レストラン。第1話においてミシュランより二つ星を獲得することに成功し、さらに客足が伸びる。「トップレストラン50」では、「グランメゾン東京」より上位の8位にランクインする。
最終回で無星まで急落してしまうが、それまでの紆余曲折でシェフ達と江藤の絆も深まり、再出発した。スペシャルでは二つ星に回復しており、支店の出店計画もあるなど経営が順調である。

丹後学（たんご まなぶ）〈45〉
演 - 尾上菊之助
シェフ。尾花に強烈なライバル心を抱いている。
かつて尾花や京野と共にパリで「ランブロワジー」でシェフとして修業を積んでいた。尾花に先駆けて独立して店を構えるが、後から尾花と京野が立ち上げた「エスコフィユ」の方が先に星を獲得するに至り店は失敗する。そして、パリで失意に沈んでいたところを江藤にスカウトされ、帰国後は「gaku」のシェフとして再起の道を歩む。
レストランで出される素材は最適な温度・湿度を保って管理している。その緻密さは尾花曰く、「科学実験の残骸」。
尾花たちも参加したジビエコンクールで優勝したが、江藤が裏で根回しなどを行っていたことを知り、優勝がすべて実力によるものではないことにショックを受ける。江藤には今後卑怯な真似をしないように伝える。
平古祥平の才能を評価しており、「gaku」にスーシェフとして迎え入れる。
第10話では、自身の殻を破る料理が出来たものの、江藤は結月聡を「gaku」のシェフに据え、丹後は店を去る。
最終話で結月が「gaku」のシェフを放棄した後、柿谷から状況を知らされて「gaku」に戻ってきた。「gaku」に戻ってきて柿谷の料理を食べた際、成長ぶりに感心して料理を褒めた。そして、「gaku」を立て直そうと誓った。
尾花の紹介で峰岸から「gaku」に食材の仕入れを受けられるようになっていたため、渋滞で「グランメゾン東京」に届かない食材を援助することで借りを返した。星を失いかねないメニューでのチャレンジは報われなかったものの、店の結束は強まった。
スペシャルでは祥平からの「「グランメゾン東京」存続の為に金を貸して欲しい」と言う申し出を断る。しかし、倫子と京野が「gaku」を訪れた時にそれを伝え際、自分から金を借りてまで「グランメゾン東京」を終わりにしたくない祥平の姿を見た事もあり、「グランメゾン東京」を終わりすると決意した二人に「グランメゾン東京」を終わりにしない様に諭した。
柿谷光（かきたに ひかる）
演 - 大貫勇輔（第3話EDから出演）
「グランメゾン東京」部門シェフ→「gaku」部門シェフ→「gaku」スーシェフ→「gaku」部門シェフ。
実際は江藤が送り込んだスパイであり、「グランメゾン東京」プレオープンでは意図的にウニの下処理を行なわず途中で抜け出したが、自分で起こした行動ではなく、「グランメゾン東京」を潰すための江藤の策略だった。
芹田が江藤に差し出した勉強ノートに書かれているレシピを見ながら「鰆のロースト水晶文旦のソース」を調理したが、江藤から「ただの焼き魚」と酷評を受ける。
第10話では祥平の後を継いでスーシェフに昇進したが、丹後の方針に苛立って一度はフランス料理の業界から辞職することを決めたが、結月を新しくシェフに迎い入れることでフランス料理の料理人として続けていくことを決意した。
最終話では、新しいシェフの結月が店を放棄した後に戻ってきた丹後に料理の腕を褒められ、今までは料理を作る頑張りが足りなかったことを確信する。
「グラグラメゾン東京」では美優に横恋慕するなどあったが、最終的には自身も店を持つなど祥平と良きライバルとなった。
江藤不三男（えとう ふみお）
演 - 手塚とおる
オーナー。埼玉県出身。普段はエセ関西弁を話す。
「オフィス・イーツ」という会社で様々な飲食店をプロデュースし、数軒の店舗を展開している。「gaku」もその中の一つ。
「gaku」を三つ星レストランにするための汚い手段を厭わない策士だが、コスト競争から解放された料理をプロデュースしたいという夢を持っている。
終盤では、祥平という片腕を失った丹後を見限り、新シェフの結月を雇った結果、店内の不和を助長することになり、営業不能寸前に追い込まれるが、丹後の復帰で救われる。峰岸に素材を依頼するために喰いさがる（尾花が根回ししたこともあり商談成立）など、丹後との絆も深まった。
「グラグラメゾン東京」では、酔っ払うと恋話好きでお節介なおっちゃんに変貌するという一面も見せた。

### 相沢家
相沢百江（あいざわ ももえ）
演 - 木野花
相沢の母。
相沢アメリー（あいざわ アメリー）
演 - マノン
相沢の娘で、日本人とフランス人のハーフ。日本に来てから、相沢の実家で暮らしている。
日本に来てしばらくは元気がなかったが、尾花が作ったキャラ弁で元気を取り戻す。
フランスで家族と一緒に暮らした時、熱を出した時は必ず母・エリーゼが作ったリオレ（米のプリン）を食べていた。
エリーゼのために、自身が大好物のフランボワーズのゼリーの作り方を尾花から教わり、プレゼントする。
トップレストラン50発表セレモニー後、エリーゼと一緒にフランスに戻る。

### その他
蛯名美優（えびな みゆ）
演 - 朝倉あき
ホテルのコンシェルジュで、祥平の婚約者だったが、祥平とレシピ研究を介して仲良くなっていく萌絵に嫉妬心を抱く。
祥平と別れてからも彼に恋心を抱いており、「gaku」にやって来て父に認めてもらうように伝える。その後、復縁して祥平と結婚。スペシャルでは妊娠している。「グランメゾン東京」の経営が危うくなっていたことから祥平の再就職先を考えたこともあったが、祥平を主軸にする店の再建計画が軌道に乗ったことで安堵する。
リンダ・真知子・リシャール（リンダ まちこ リシャール）
演 - 冨永愛
グルメ、料理愛好家で、グルメ雑誌「マリ・クレール ダイニング」の編集長。フランス在住。尾花の元恋人でフランス人とのハーフ女性。
忖度なしで料理の味を評価し、称賛した店は1年先まで予約が埋まり、酷評した店は閉店するほどに影響力のある人物である。
3年前に尾花たちのいる「エスコフィユ」を日仏首脳会談の昼食会としてフランス政府に推薦したが、ナッツ混入事件が起きてしまい自身がダメージを受けることになる。それ以来、その事を根に持っており、事件の真相を探っている。
「グランメゾン東京」プレオープンの1週間前に来日する。プレオープンの招待を希望し、倫子はためらうものの尾花の一声で急遽決定する。プレオープンの料理を食したものを記事にして味を絶賛したが、3年前のナッツ混入事件を付け加えたことで、「グランメゾン東京」を窮地に立たせてしまう。
トップレストラン50が東京で開催されるのに伴い再来日し、発表セレモニーではランキング発表を行う。
ナッツ混入事件の犯人である祥平のいる「グランメゾン東京」にミシュランの星は付けさせないつもりでいたが、「グランメゾン東京」に提供された料理に感銘し、キャリアが傷つくことよりも美食家としてのプライドを選び、三ツ星の価値があると認めた。
明石壮介（あかし そうすけ）
演 - 北村一輝（SP）
大手企業傘下の「NEXマネジメント」代表取締役。「グランメゾン東京」と資本提携している。
「グランメゾン東京」のメニューに口を出し、シェフに自由に料理を作らせない、倫子を料理以外の「NEXマネジメント」の仕事に使う等不当な契約を結ばせた。また銀行から融資が取れず、窮地に陥った「グランメゾン東京」を罵る。更に料理人を馬鹿にしている。
「メイユール京都」を閉店した為、契約破棄の書類を持って来社した尾花の前で散々「グランメゾン東京」と料理人の事を罵り、憤った尾花から激怒され、金の為だけに料理人をやってるんじゃないと自分が料理人をやっている理由を淡々と語った後、「料理の世界に足を踏入れないでくれ」と強く言い放たれる。
時間と手間を掛けない主義。口は悪く、自分の主義に合わなければ容赦なく罵る。鍛えている為、低カロリーの物しか食べない。

### ゲスト
第2話
汐瀬智哉（しおせ ともや）
演 - 春風亭昇太 
城西信用金庫の融資担当。料理には全く興味がない。
最初は「グランメゾン東京」に融資することを断ったが、試食で出された味に感銘を受け、倫子の実家を担保に入れることを条件に融資を許可する。結婚記念日の料理を「gaku」で行う予定だったが、キャンセルして「グランメゾン東京」に変更する。
蛯名西堂（えびな せいどう）
演 - 岩下尚史（第5・第10話・最終話）
都議会議員。美優の父。
事件を起こした尾花を快く思っておらず、影で尾花と会っている祥平に対して娘・美優と別れるように伝える。
東京都知事選挙に出馬予定であったが、のちに鞍替えしたようで、「グラグラメゾン東京」最終話では衆議院議員になっていた。

第3話
峰岸剛志（みねぎし つよし）
演 - 石丸幹二（第7・第10話・最終話）
伝説のジビエハンターといわれている猟師。静岡県浜松市のジビエ料理「ミネギシ」店主。
食肉は、臭みを少なくするために、わなで動物を生け捕りし、自宅で血抜きしたものを提供する。
相沢の紹介で尾花たちが鹿肉の調達にやってきて最初は門前払いをしたが、彼の料理に感銘を受けて、「グランメゾン東京」への肉の調達を引き受ける。
最終話には江藤からも取引を求められるも尾花の頼みにより、聞き入れた。しかし、渡しに行く当日に渋滞に巻き込まれてしまい「間に合いそうにない」とグランメゾン東京とgakuに電話をする。
峰岸春代（みねぎし はるよ）
演 - 椿鬼奴（最終話）
峰岸の妻。
最終話で車を運転したが渋滞に退屈し「紅蓮華」を熱唱するが、夫は江藤に電話をしていたので「うるさいな、母ちゃん!」と注意された。

第4話
大宮（おおみや）
演 - 三浦獠太（第5話）
並木（なみき）
演 - 佐藤タダヤス（第5話）
上記2名はプレオープンからホールと仕込みを任される「グランメゾン東京」の新人従業員だったが、将来の店の先行きに不安になり共に辞める。
記者
演 - 坂田聡（第5話・第6話）
リンダの雑誌記事を見て、尾花たちに事件の詳細を取材しようとしている記者。

第5話
フードフェスの客
演 - ドロンズ石本
「グランメゾン東京」から「スリースターズ」に名前を変えた店でカレーを食べに家族で訪れた。その後、「グランメゾン東京」に訪れる。
フードフェスの運営スタッフ
演 - 六角慎司
江藤の告発によって「スリースターズ」に尾花がいるのを耳にして、彼らにフードフェスでの販売中止を伝える。

第6話
魚市場の大将
演 - 六平直政
尾花が鰆を仕入れた魚市場の大将。魚さばきを勉強したい芹田のアルバイトを受け入れる。
司会者
演 - クリス・ペプラー（第7話）
ミシュランの前哨戦となるトップレストラン50発表セレモニーの司会者。

第7話
エリーゼ
演 - 太田緑ロランス（最終話）
相沢の妻のフランス女性。尾花が自身の友人に手を出し、「エスコフィユ」に怒鳴り込んだのがきっかけで相沢と知り合い結ばれる。「エスコフィユ」が三つ星を狙う前まで、夫婦は円満だった。
相沢が三つ星を獲得するために家族を犠牲にしてレストランで働くことを不満に思っており、3年前のナッツ混入事件をきっかけにして失踪したが、トップレストラン50発表セレモニーの1週間前に来日する。「グランメゾン東京」にやって来て、「エスコフィユ」で獲得した10位を超えられなければ、娘のアメリーを引き取ると伝える。日本にいる間は、倫子の自宅に泊まる。
トップレストラン50発表セレモニー後、アメリーを連れてフランスに戻る。「グランメゾン東京」が三つ星を獲得するまで相沢を待ち続けることを、アメリーを通して彼に伝える。

第8話
潮卓（うしお すぐる）
演 - 木場勝己（最終話）
尾花の料理の師匠。浅草で「浪漫亭」という名のレストランを営んでいる。名物はビーフシチュー。
3年前に心筋梗塞で倒れ、現在も発作を起こしている。味覚障害の症状も持っている。
遠藤凪子（えんどう なぎこ）
演 - 伊藤歩（最終話）
潮の娘。結婚している。尾花のことを「なっちゃん」と呼んでいる。
「浪漫亭」の常連客
演 - 中村まこと、山本圭祐、五頭岳夫
「浪漫亭」に通う常連客たち。店を手伝う尾花と京野に対し、潮は一人ひとりの好みに合わせて料理を作っていた事を伝える。

第9話
フェルナン・文則・ベルナール（フェルナン ふみのり ベルナール）
演 - マイケル富岡
フランス大使館員。リンダからの告発によって、ナッツ混入事件の真相を調べるために祥平のいる「gaku」に訪れる。

第10話
結月聡（ゆづき さとし）
演 - 馬場徹（最終話）
丹後の料理では三つ星を取れずにトップレストランからも脱落すると考えた江藤やシェフたちが、丹後に内緒で雇い入れたシェフ。
フランスの二つ星レストランでスーシェフをしていたため料理の腕は良く評価も的確に行うが、他のシェフや従業員からは、厳しい労働態勢に嫌がられていた。最終話では柿谷以外のシェフや従業員にボイコットされたため、契約事項違反を理由に退職金と称して大金を「gaku」からせしめて、店を放棄して自主退職した。

最終話
武野浩介（たけの こうすけ）
演 - 上杉柊平
結月が「gaku」に連れ込んだスーシェフ。赤い眼鏡が特徴。厳しい指示を出し、他のシェフや従業員との軋轢を生んだ。最後は結月と同じく退職金と称して大金を「gaku」からせしめて、店を放棄して自主退職した。
寿司屋の大将
演 - 塚地武雅
尾花がマグロ料理の開発の為板場を借りていた寿司屋の大将。尾花が作った料理のレシピを後で教えるように言う。

## スタッフ
- 脚本 - 黒岩勉
- 音楽 - 木村秀彬
- 主題歌 - 山下達郎「RECIPE」（Warner Music Japan）[19]
- 料理監修 - 岸田周三（カンテサンス（英語版））[20][21]、トーマス・フレベル（INUA）[20]、服部栄養専門学校
- 料理制作・所作指導 - 服部幸應、関口智幸、大野文彦
- フードコーディネート - 山崎典子、都留沙矢香
- スイーツ監修 - 徳永純司（ホテルインターコンチネンタル東京ベイ）、瀧澤努
- 雑誌協力 - Marie claire style[注釈 4]
- 料理制作 - 石坂秀威
- コーディネーター - 杉山絵美、河口祐子
- プロデュース - 伊與田英徳、東仲恵吾
  - SP - 伊與田英徳、松本桂子、塩村香里（協力）
- 演出 - 塚原あゆ子、山室大輔、青山貴洋
  - SP - 塚原あゆ子
- 制作著作 - TBS

## 放送日程

### 連続ドラマ（2019年）
| 各話                                                                         | 放送日   | サブタイトル                   | ラテ欄                                                                        | 演出       | 視聴率 |
| ---------------------------------------------------------------------------- | -------- | ------------------------------ | ----------------------------------------------------------------------------- | ---------- | ------ |
| 第1話                                                                        | 10月20日 | 手長エビのエチュベ             | 三つ星を掴み取れ! 挫折から這い上がった 奇跡と感動の料理人                     | 塚原あゆ子 | 12.4%  |
| 第2話                                                                        | 10月27日 | ナスのプレッセ                 | 覚悟を決めろ! 仲間と作った涙の料理!!                                          | 塚原あゆ子 | 13.2%  |
| 第3話                                                                        | 11月03日 | 鹿肉のロティとコンソメ         | プレオープン! 肉料理でライバルに勝て                                          | 山室大輔   | 11.8%  |
| 第4話                                                                        | 11月10日 | モンブランアマファソン         | 最大の敵現る! 涙の師弟対決!! 料理完成                                         | 山室大輔   | 13.3%  |
| 第5話                                                                        | 11月17日 | アッシパルマンティエ           | 犯人は私! 涙の告白 その時食べる感動飯                                         | 塚原あゆ子 | 12.6%  |
| 第6話                                                                        | 11月24日 | 鰆のロースト 水晶文旦のソース  | 涙の決意! 盗まれたレシピを取り戻せ!!                                          | 青山貴洋   | 11.8%  |
| 第7話                                                                        | 12月01日 | ガレットシャンピニオン         | さよならパパ! 娘のため、三ツ星の約束                                          | 山室大輔   | 11.8%  |
| 第8話                                                                        | 12月08日 | ビーフシチュー                 | ねじれた関係の行方 師匠から受け継ぐ魂                                         | 塚原あゆ子 | 11.0%  |
| 第9話                                                                        | 12月15日 | 白子のポッシェ                 | 裏切り者は誰だ? 涙の復讐に立ち向かえ!                                         | 青山貴洋   | 14.7%  |
| 第10話                                                                       | 12月22日 | キジバトのドゥミ・アンクルート | 最終回前スペシャル ミシュランの調査が始まった! 涙の料理とは裏切者は敵か味方か | 山室大輔   | 11.1%  |
| 最終話                                                                       | 12月29日 | マグロ                         | さよなら愛する人よ 三つ星は取れるのか? 料理に命をかけた涙                     | 塚原あゆ子 | 16.4%  |
| 平均視聴率 12.9%（視聴率はビデオリサーチ調べ、関東地区・世帯・リアルタイム） |          |                                |                                                                               |            |        |

### スペシャルドラマ（2024年）
| 放送日                                                       | サブタイトル | 演出       | 視聴率 |
| ------------------------------------------------------------ | ------------ | ---------- | ------ |
| 2024年12月29日                                               |              | 塚原あゆ子 | 8.7%   |
| （視聴率はビデオリサーチ調べ、関東地区・世帯・リアルタイム） |              |            |        |

## Blu-ray&DVD
『グランメゾン東京』Blu-ray-BOX、DVD-BOX
TCエンタテインメントから2020年4月24日発売。Blu-rayは5枚組（本編：4枚、特典映像：1枚）、DVDは6枚組（本編：5枚、特典映像：1枚）。
特典映像にはメイキング、「グラグラメゾン♥東京」などを収録。

## ネット配信
- 地上波放送開始直後からTBS FREE、TVerで見逃し配信、Paraviでサブスクリプション配信（放送開始から1年間）されていた。
- 映画公開を記念して2024年9月1日よりTBS FREE、TVerで広告付き無料配信（期間限定）、U-NEXT（「グラグラメゾン♥東京」は11月29日より配信）、Netflixでサブスクリプション配信[35]。

## グラグラメゾン♥東京 〜平古祥平の揺れる思い〜
『グラグラメゾン♥東京 〜平古祥平の揺れる思い〜』（グラグラメゾンとうきょう ひらこしょうへいのゆれるおもい）は、動画配信サービスParaviにて本編終了後の深夜から毎週配信されたスピンオフドラマ。平古祥平を主人公に、料理人としての成長と苦悩、そして蛯名美優・松井萌絵との三角関係の恋愛模様を描く。最終回エピローグでは数年後が描かれ、祥平たちが独立して店を構えるなど（結果的には）スペシャル版とは異なる展開となった。
TBS・関東ローカルでは、10月24日より毎週木曜日1時28分 - 1時33分（水曜深夜、週によって時間変動あり）にダイジェスト版が放送。TVerでは「グランメゾン東京」本編のおまけとしてダイジェスト版が配信されていた。

### キャスト（スピンオフ）
スピンオフオリジナルのキャストを記載する。
- 料理人1 - 加賀翔（かが屋）
- 料理人2 - 賀屋壮也（かが屋）

祥平がシェフをしていたブッフェレストランの部下。
- 杉山胡桃 - 長井短

萌絵の学生時代の後輩。
- バーテンダー - 江口直人（どぶろっく）
- バーのマスター - 休日課長

### スタッフ（スピンオフ）
- 脚本 - オークラ
- プロデュース - 東仲恵吾、伊與田英徳
- 演出 - 山室大輔、青山貴洋
- 製作著作 - TBS

### 配信日程（スピンオフ）
| 配信回 | 配信開始日 | サブタイトル                         | ゲスト                                             |
| ------ | ---------- | ------------------------------------ | -------------------------------------------------- |
| 第一話 | 10月21日   | 平古祥平の満たされない思い           |                                                    |
| 第二話 | 10月28日   | 平古祥平のきづいてなかった感情       | 岩下尚史                                           |
| 第三話 | 11月04日   | 平古祥平の照れ臭い出会い             | 藤田秀世、手塚とおる                               |
| 第四話 | 11月11日   | 平古祥平の最悪なタイミング           | 佐藤弘道、手塚とおる、尾上菊之助                   |
| 第五話 | 11月18日   | 平古祥平の強い決意                   | 藤田秀世、岩下尚史、尾上菊之助                     |
| 第六話 | 11月25日   | 平古祥平の消えない過ち               | 手塚とおる、尾上菊之助                             |
| 第七話 | 12月02日   | 平古祥平の運命的すぎる再会           | クリス・ペプラー、寛一郎、手塚とおる、尾上菊之助   |
| 第八話 | 12月09日   | 平古祥平とその仲間たち、それぞれの夜 | 大貫勇輔、中村アン、及川光博                       |
| 第九話 | 12月16日   | 平古祥平の二つの告白                 | 寛一郎、大貫勇輔、中村アン、沢村一樹               |
| 第十話 | 12月23日   | 平古祥平のほんとうの気持ち           | 岩下尚史、大貫勇輔、手塚とおる、鈴木京香           |
| 最終話 | 12月30日   | 平古祥平の旅立ち                     | 椿鬼奴、岩下尚史、大貫勇輔、手塚とおる、尾上菊之助 |

## その他
- 第1話「手長エビのエチュベ」をもって、日曜劇場は放送3000回（単発枠時代、東芝日曜劇場時代を含む）を達成した。
- ドラマの放送終了から1ヶ月後の2020年1月27日にフランスで発表された『ミシュラン』で、パリにある「Restaurant KEI」の小林圭が日本人史上初の三ツ星を獲得し、ドラマでは尾花が「エスコフィユ」時代になし得なかったことが現実となった。

## 映画
2024年6月7日に映画化が発表され、同年12月30日に『映画 グランメゾン★パリ』のタイトルで公開。また、全国52館の劇場でIMAX版も同時上映された。

### キャスト（映画）
- 尾花夏樹：木村拓哉[11]
- 早見倫子：鈴木京香[11]
- リック・ユアン：オク・テギョン（2PM）[11]
- 小暮佑：正門良規（Aぇ! group）[11]
- 平古祥平：玉森裕太（Kis-My-Ft2）[11]
- 芹田公一：寛一郎[11]
- 松井萌絵：吉谷彩子[11]
- 久住栞奈：中村アン[11]
- リンダ・真知子・リシャール：冨永愛[11]
- 相沢瓶人：及川光博[11]
- 京野陸太郎：沢村一樹[11]

### スタッフ（映画）
- 監督：塚原あゆ子[11]
- 脚本：黒岩勉[11]
- 音楽：木村秀彬
- Cheering Song：山下達郎「Santé」（ワーナーミュージック・ジャパン）[40]
- 料理監修：小林圭（Restaurant KEI）[11]
- 配給：東宝、ソニー・ピクチャーズ エンタテインメント[11]
- 制作プロダクション：TBS SPARKLE[11]
- 製作：「グランメゾン・パリ」製作委員会（TBSテレビ、東宝、ソニー・ピクチャーズ エンタテインメント、TBS SPARKLE、毎日放送、CBCテレビ、TCエンタテインメント、RKB毎日放送、HBC北海道放送）[11]